# 王吴
王吴或作吴见于殷墟甲骨卜辞，《合集》14709片（或后下.4.14）记载他受到殷人的侑祭（㞢祭），“㞢于王吴□二犬”。郭沫若在《卜辞通纂》中认为应当指商族先公曹圉（又名“粮圉”）。因为“粮”、“王”、“圉”、“吴”各为叠韵字。郭沫若进而认为《楚辞·天问》所载“吳獲迄古，南嶽是止。孰期去斯，得兩男子？”指王吴曹圉。因虞与吴通，盖指舜的后裔，一种说法认为殷人祭祀的男性远祖“夒”，便是帝舜。

## 参阅
- 曹圉